# 320 Katharina
Katharina (asteroide 320) é um asteroide da cintura principal, a 2,6726235 UA. Possui uma excentricidade de 0,1130396 e um período orbital de 1 910,5 dias (5,23 anos).
Katharina tem uma velocidade orbital média de 17,15836812 km/s e uma inclinação de 9,38132º.
Este asteroide foi descoberto em 11 de Outubro de 1891 por Johann Palisa.